# Futbol'nyj Klub Desna Černihiv 2014-2015
Questa voce raccoglie le informazioni riguardanti il Futbol'nyj Klub Desna Černihiv nelle competizioni ufficiali della stagione 2014-2015.

## Maglie e sponsor
Lo sponsor tecnico per la stagione 2014-2015 è stato Parimatch. 
| Casa | Trasferta |

## Stagione
Nella stagione 2014-2015 il Desna Černihiv ha disputato la Perša Liha, la seconda massima serie del campionato ucraino di calcio.

## Rosa

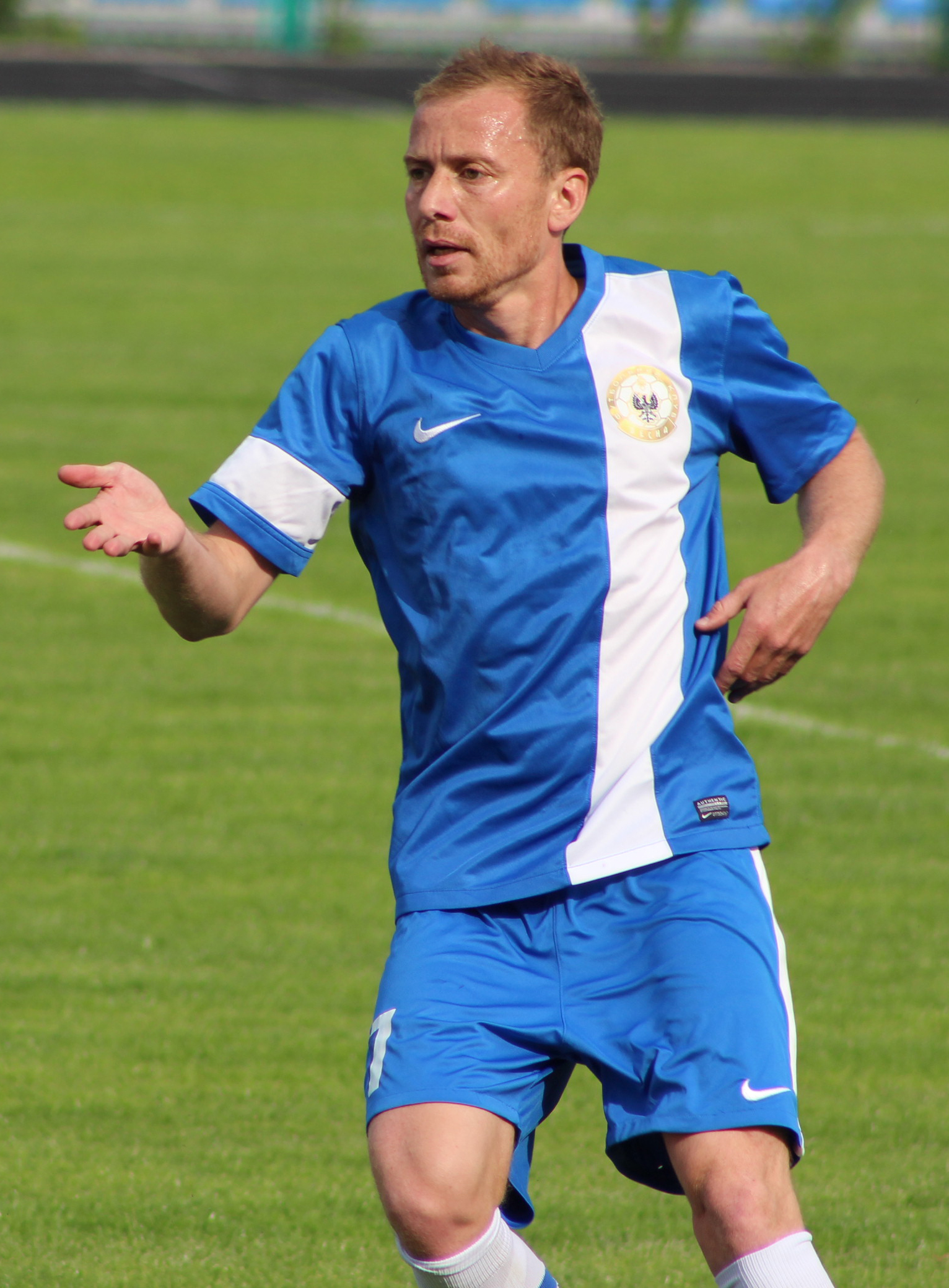
Il centrocampista Andrij Smal'ko

| N. |                    | Ruolo | Calciatore              |
| -- | ------------------ | ----- | ----------------------- |
| 1  | Ucraina (bandiera) | P     | Andriy Fedorenko        |
| 2  | Ucraina (bandiera) | D     | Vadym Zhuk              |
| 3  | Ucraina (bandiera) | D     | Pavlo Shchedrakov       |
| 4  | Ucraina (bandiera) | D     | Vadym Melnyk            |
| 5  | Ucraina (bandiera) | D     | Volodymyr Chulanov      |
| 6  | Ucraina (bandiera) | D     | Oleh Leonidov           |
| 7  | Ucraina (bandiera) | A     | Mychajlo Kozak          |
| 8  | Ucraina (bandiera) | C     | Oleksandr Derebchynskyi |
| 9  | Ucraina (bandiera) | A     | Petro Kondratyuk        |
| 10 | Ucraina (bandiera) | C     | Vadym Voronchenko       |
| 11 | Ucraina (bandiera) | V     | Vadym Bovtruk           |
| 12 | Ucraina (bandiera) | C     | Jehor Kartušov          |
| 13 | Ucraina (bandiera) | P     | Oleh Shevchenko         |

| N. |                    | Ruolo | Calciatore         |
| -- | ------------------ | ----- | ------------------ |
| 14 | Ucraina (bandiera) | C     | Sergiy Karkoshkin  |
| 15 | Ucraina (bandiera) | C     | Anton Kramar       |
| 15 | Ucraina (bandiera) | C     | Juriy Furta        |
| 16 | Ucraina (bandiera) | D     | Yevhen Yeliseyev   |
| 16 | Ucraina (bandiera) | C     | Yaroslav Serdyuk   |
| 17 | Ucraina (bandiera) | A     | Ruslan Kisil       |
| 18 | Ucraina (bandiera) | D     | Rudolf Sukhomlynov |
| 19 | Ucraina (bandiera) | D     | Vadym Malyuk       |
| 21 | Ucraina (bandiera) | A     | Ihor Tymčenko      |
| 22 | Ucraina (bandiera) | D     | Yarema Kavatsiv    |
| 23 | Ucraina (bandiera) | D     | Mykola Ahapov      |
| 27 | Ucraina (bandiera) | D     | Andrij Smalko      |
| 31 | Ucraina (bandiera) | P     | Serhiy Sitalo      |

## Calciomercato

### Sessione estiva (dall'1/9 al 5/10)
| Acquisti         | Acquisti          | Acquisti          | Acquisti   |
| R.               | Nome              | da                | Modalità   |
| ---------------- | ----------------- | ----------------- | ---------- |
| D                | Serhiy Sitalo     | Tavrija           | svincolato |
| D                | Oleh Leonidov     | Sumy              | svincolato |
| C                | Vadym Malyuk      | Polesie Dobryanka | svincolato |
| C                | Sergiy Karkoshkin | Lokomotyv Kiev    | svincolato |
| Altre operazioni |                   |                   |            |
| R.               | Nome              | da                | Modalità   |

| Cessioni         | Cessioni            | Cessioni          | Cessioni   |
| R.               | Nome                | a                 | Modalità   |
| ---------------- | ------------------- | ----------------- | ---------- |
| C                | Jevhenij Čepurnenko | Oleksandrija      | svincolato |
| C                | Roman Machulenko    | Stomil Olsztyn    | svincolato |
| C                | Levan Gulordava     | Zugdidi           | svincolato |
| D                | Ilya Seryi          | Polesie Dobryanka | svincolato |
| Altre operazioni |                     |                   |            |
| R.               | Nome                | a                 | Modalità   |

### Sessione invernale (dal 4/1 all'1/2)
| Acquisti         | Acquisti         | Acquisti         | Acquisti         |
| R.               | Nome             | da               | Modalità         |
| Altre operazioni | Altre operazioni | Altre operazioni | Altre operazioni |
| R.               | Nome             | da               | Modalità         |
| ---------------- | ---------------- | ---------------- | ---------------- |

| Cessioni         | Cessioni         | Cessioni             | Cessioni   |
| R.               | Nome             | a                    | Modalità   |
| ---------------- | ---------------- | -------------------- | ---------- |
| P                | Andriy Fedorenko | Älgarna-Härnösand IF | svincolato |
| C                | Yaroslav Serdyuk | Černihiv             | svincolato |
| Altre operazioni |                  |                      |            |
| R.               | Nome             | a                    | Modalità   |

## Risultati

### Kubok Ukraïny

#### Risultati
| Arbitro: | A.Yablonsky (Ternopil') |

|  |           |                |
|  | Marcatori | 36’ Čeberjačko |

## Statistiche

### Statistiche di squadra
| Competizione  | Punti | In casa | In casa | In casa | In casa | In casa | In casa | In trasferta | In trasferta | In trasferta | In trasferta | In trasferta | In trasferta | Totale | Totale | Totale | Totale | Totale | Totale | DR  |
| Competizione  | Punti | G       | V       | N       | P       | Gf      | Gs      | G            | V            | N            | P            | Gf           | Gs           | G      | V      | N      | P      | Gf     | Gs     | DR  |
| ------------- | ----- | ------- | ------- | ------- | ------- | ------- | ------- | ------------ | ------------ | ------------ | ------------ | ------------ | ------------ | ------ | ------ | ------ | ------ | ------ | ------ | --- |
| Perša Liha    | 0     | 0       | 0       | 0       | 0       | 0       | 0       | 0            | 0            | 0            | 0            | 0            | 0            | 30     | 12     | 11     | 7      | 44     | 27     | +17 |
| Kubok Ukraïny | -     | 1       | 0       | 0       | 1       | 0       | 1       | 0            | 0            | 0            | 0            | 0            | 0            | 0      | 0      | 0      | 0      | 0      | 0      | -1  |
| Totale        | 0     | 0       | 0       | 0       | 0       | 0       | 0       | 0            | 0            | 0            | 0            | 0            | 0            | 30     | 12     | 11     | 7      | 44     | 27     | +16 |

### Andamento in campionato
| Giornata  | 1  | 2  | 3  | 4 | 5 | 6  | 7  | 8 | 9 | 10 | 11 | 12 | 13 | 14 | 15 | 16 | 17 | 18 | 19 | 20 | 21 | 22 | 23 | 24 | 25 | 26 | 27 | 28 | 29 | 30 |
| --------- | -- | -- | -- | - | - | -- | -- | - | - | -- | -- | -- | -- | -- | -- | -- | -- | -- | -- | -- | -- | -- | -- | -- | -- | -- | -- | -- | -- | -- |
| Luogo     | T  | C  | T  | C | T | C  | T  | C | T | C  | T  | C  | T  | T  | C  | C  | T  | C  | T  | C  |    | C  | T  | C  | T  | C  | T  | C  | C  | T  |
| Risultato | P  | N  | N  | V | P | P  | N  | V | V | V  | V  | N  | P  | P  | N  | V  | N  | N  | V  | V  |    | N  | P  | P  | N  | V  | N  | V  | V  | N  |
| Posizione | 12 | 10 | 10 | 8 | 8 | 10 | 10 | 8 | 7 | 5  | 4  | 5  | 6  | 9  | 9  | 6  | 6  | 7  | 5  | 5  | 5  | 5  | 6  | 7  | 5  | 5  | 4  | 4  | 4  | 5  |

Legenda:

Luogo: C = Casa; T = Trasferta. Risultato: V = Vittoria; N = Pareggio; P = Sconfitta.

### Statistiche dei giocatori
Sono in corsivo i calciatori che hanno lasciato la società a stagione in corso.
| Giocatore        | Perša Liha | Perša Liha | Perša Liha  | Perša Liha | Coppa Ucraina | Coppa Ucraina | Coppa Ucraina | Coppa Ucraina | Totale   | Totale | Totale      | Totale     |
| Giocatore        | Presenze   | Reti       | Ammonizioni | Espulsioni | Presenze      | Reti          | Ammonizioni   | Espulsioni    | Presenze | Reti   | Ammonizioni | Espulsioni |
| ---------------- | ---------- | ---------- | ----------- | ---------- | ------------- | ------------- | ------------- | ------------- | -------- | ------ | ----------- | ---------- |
| M. Ahapov        | 16         | 2          | 0           | 0          | 1             | 0             | 0             | 0             | 17       | 2      | 0           | 0          |
| V. Bovtruk       | 29         | 0          | 0           | 0          | 1             | 0             | 0             | 0             | 30       | 0      | 0           | 0          |
| V. Chulanov      | 22         | 1          | 0           | 0          | 1             | 0             | 0             | 0             | 23       | 1      | 0           | 0          |
| O. Derebchynskyi | 26         | 5          | 0           | 0          | 1             | 0             | 0             | 0             | 27       | 5      | 0           | 0          |
| A. Fedorenko     | 6          | 0          | 0           | 0          | 1             | 0             | 0             | 0             | 7        | 0      | 0           | 0          |
| J. Furta         | 16         | 2          | 0           | 0          | 1             | 0             | 0             | 0             | 17       | 2      | 0           | 0          |
| S. Karkoshkin    | 4          | 0          | 0           | 0          | 0             | 0             | 0             | 0             | 4        | 0      | 0           | 0          |
| J. Kartušov      | 28         | 7          | 0           | 0          | 1             | 0             | 0             | 0             | 29       | 7      | 0           | 0          |
| Y. Kavatsiv      | 26         | 3          | 0           | 0          | 1             | 0             | 0             | 0             | 27       | 3      | 0           | 0          |
| P. Kondratyuk    | 27         | 7          | 0           | 0          | 1             | 0             | 0             | 0             | 28       | 7      | 0           | 0          |
| K. Kozak         | 19         | 3          | 0           | 0          | 1             | 0             | 0             | 0             | 20       | 3      | 0           | 0          |
| R. Kisil         | 12         | 1          | 0           | 0          | 0             | 0             | 0             | 0             | 12       | 1      | 0           | 0          |
| A. Kramar        | 9          | 2          | 0           | 0          | 0             | 0             | 0             | 0             | 9        | 2      | 0           | 0          |
| O. Leonidov      | 5          | 0          | 0           | 0          | 0             | 0             | 0             | 0             | 5        | 0      | 0           | 0          |
| V. Malyuk        | 3          | 0          | 0           | 0          | 0             | 0             | 0             | 0             | 3        | 0      | 0           | 0          |
| V. Melnyk        | 28         | 4          | 0           | 0          | 1             | 0             | 0             | 0             | 29       | 4      | 0           | 0          |
| Y. Serdyuk       | 1          | 0          | 0           | 0          | 0             | 0             | 0             | 0             | 1        | 0      | 0           | 0          |
| S. Sitalo        | 22         | 0          | 0           | 0          | 0             | 0             | 0             | 0             | 22       | 0      | 0           | 0          |
| P. Shchedrakov   | 25         | 0          | 0           | 0          | 1             | 0             | 0             | 0             | 26       | 0      | 0           | 0          |
| O. Shevchenko    | 2          | 0          | 0           | 0          | 0             | 0             | 0             | 0             | 2        | 0      | 0           | 0          |
| A. Smalko        | 16         | 0          | 0           | 0          | 1             | 0             | 0             | 0             | 17       | 0      | 0           | 0          |
| R. Sukhomlynov   | 20         | 0          | 0           | 0          | 0             | 0             | 0             | 0             | 20       | 0      | 0           | 0          |
| R. Sukhomlynov   | 20         | 0          | 0           | 0          | 0             | 0             | 0             | 0             | 20       | 0      | 0           | 0          |
| V. Zhuk          | 26         | 1          | 0           | 0          | 1             | 0             | 0             | 0             | 27       | 1      | 0           | 0          |